# Lutjanus fulvus
Lutjanus fulvus és una espècie de peix de la família dels lutjànids i de l'ordre dels perciformes.

## Morfologia
- Els mascles poden assolir 40 cm de longitud total.[4][5]

## Alimentació
Menja, a la nit, peixos, gambes, crancs, cefalòpodes i holoturioïdeus.

## Hàbitat
És un peix de clima tropical i associat als esculls de corall que viu entre 1-75 m de fondària.

## Distribució geogràfica
Es troba des de l'Àfrica oriental fins a les Illes Marqueses, les Illes de la Línia, el sud del Japó i Austràlia.